# یکی از چند نفر
یکی از چند نفر (به انگلیسی: One of the Few) یک آهنگ از آلبوم برش نهایی گروه موسیقی پراگرسیو راک بریتانیایی پینک فلوید است که در سال ۱۹۸۳ بعنوان سومین ترانه از آلبوم منتشر شد.مدت زمان آهنگ ۱ دقیقه و ۱۲ ثانیه است ،صدای تیک تاک ساعت در پس‌زمینه ،از ویژگی‌های این ترانه است.